# Tilos
Tilos (druhý pád Tilu) (řecky Τήλος) je řecký ostrov v souostroví Dodekany, který leží na východě Egejského moře nedaleko pobřeží Malé Asie. Spolu s blízkými ostrovy Antitilos a Gaidouronisi tvoří stejnojmennou obec. Ostrov Tilos má rozlohu 61,487 km² a obec 64,525 km². Nachází se severozápadně od Rhodu a jihovýchodně od Nisyru. Obec je součástí regionální jednotky Rhodos v kraji Jižní Egeis.

## Obyvatelstvo
V roce 2011 žilo v obci 780 obyvatel. Celý ostrov tvoří jednu obec, která se nečlení na obecní jednotky, ale člení se na dvě komunity, které se skládají ze sídel. V závorkách je uveden počet obyvatel jednotlivých sídel.
- obec, obecní jednotka Tilos (780)
  - komunita Livadia (484) — Livadia (484) - neobydlený ostrov — Antitilos (0),
  - komunita Megalo Chorio (296) — Agios Antonios (39), Eristos (16), Megalo Chorio (241)- neobydlený ostrov — Gaidouronisi (0).